# Rasm al-Maszrafa
Rasm al-Maszrafa – wieś w Syrii, w muhafazie Aleppo, w dystrykcie Manbidż. W 2004 roku liczyła 1257 mieszkańców.